# 막심 네다세카우
막심 유리예비치 네다세카우(벨라루스어: Максі́м Ю́р'евіч Недасе́каў, 러시아어: Макси́м Ю́рьевич Недосе́ков 막심 유리예비치 네도세코프[*], 1998년 1월 21일~)는 벨라루스의 육상 선수로 주 종목은 높이뛰기이다. 2020년 하계 올림픽 남자 높이뛰기 종목에서 동메달을 획득했다.